# Quando (Wess & The Airedales)
Quando è il terzo album del gruppo musicale statunitense Wess & The Airedales, pubblicato su LP e cassetta dalla Durium (catalogo ms A 77243 e MD.A 134) nel 1970. L'album prende il titolo dall'omonima canzone di Luigi Tenco, di cui esso stesso contiene una cover.

## Descrizione
L'album è prodotto dall'artista stesso con Don Costa, che cura gli arrangiamenti di tutti i brani; tra i quali vanno citati quelli pubblicati come singoli, che sono:
1. temi da film come Orgasmo e Vedo nudo, entrambi del 1969;
2. cover di brani come Ma Belle Amie (Tee Set), L'arca di Noè (scritto da Sergio Endrigo e, originariamente, presentato al XX Festival di Sanremo da Iva Zanicchi in abbinamento con lo stesso Endrigo, classificandosi al 3º posto), Quando (Luigi Tenco) e Long Black Limousine (Wynn Stewart);
3. Amore mio, scritto da Carlo Donida e Mogol.

## Tracce

### Lato A
1. Ma Belle Amie – 3:08 (Hans Van Ejick, Peter Tetteroo; edizioni musicali SAAR)
2. Just Tell Me (dal film Orgasmo) – 2:35 (testo: Douglas Fowlkes – musica: Piero Umiliani; edizioni musicali Chiappo)
3. Quando non ci sarò – 3:30 (testo: Sergio Bardotti – musica: Gian Piero Reverberi, New Trolls; edizioni musicali Fonit Cetra)
4. Tomorrow – 2:49 (testo: Douglas Fowlkes – musica: Vince Tempera; edizioni musicali Durium/United Artists)
5. L'arca di Noè (XX Festival di Sanremo) – 3:22 (Sergio Endrigo; edizioni musicali Usignolo)
6. Airedales Popcorn – 3:22 (Douglas Fowlkes, Wesley Johnson, Jesse King; edizioni musicali Durium/United Artists)

Durata totale: 18:46

### Lato B
1. Quando – 3:19 (Luigi Tenco; edizioni musicali Ritmi e Canzoni)
2. Amore mio – 3:00 (testo: Mogol – musica: Carlo Donida; edizioni musicali Numero Uno/Durium)
3. Heart Breaker – 2:53 (Douglas Fowlkes, Wesley Johnson, Jesse King; edizioni musicali Durium/United Artists)
4. Crazy (dal film Vedo nudo) – 2:57 (testo: Douglas Fowlkes, Carlo Pes – musica: Armando Trovajoli; edizioni musicali General Music)
5. Long Black Limousine – 3:48 (Bobby George, Vern Stovall; edizioni musicali Fulginea)
6. Non è successo niente (Sandman) – 2:51 (testo italiano: Maria Vittoria Bruno – testo originale e musica: Wayne Carson Thompson; edizioni musicali Ricordi)

Durata totale: 18:48